# Pohár federace 1968
Pohár federace 1968 byl 6. ročník týmové tenisové soutěže žen v Poháru federace, od roku 1995 konané pod názvem Fed Cup. Soutěž se odehrála mezi 21. až 26. květnem 1968 na otevřených antukových dvorcích areálu Stade Roland-Garros. Turnaj proběhl ve francouzské metropoli Paříži.
Soutěže se zúčastnilo dvacet tři zemí. Třetí vítězství si připsalo družstvo Austrálie, které ve finále zdolalo hráčky Nizozemska. Ty se do boje o titul probojovaly poprvé. Výhru Australankám zajistily dvěma body z dvouher Kerry Melvilleová a Margaret Courtová, když porazily Marijke Jansenovou a Astrid Suurbeckovou. Obě australské singlistky za rozhodnutého stavu nastoupily do čtyřhry, v níž přidaly třetí bod.
Poprvé v šestileté historii soutěže se do finále neprobojoval tým Spojených států amerických, který vypadl v semifinále s Nizozemskem.
Závěrečná čtyřhra semifinálového utkání mezi australským párem Margaret Courtová a Kerry Melvilleová a britskou dvojicí Winnie Shawová a Virginia Wadeová se zapsala do historie Fed Cupu nejvyšším počtem – 51 odehraných gamů v jednom zápase před zavedením tiebreaku. Zápas skončil výhrou Australanek poměrem 9–7, 3–6 a 14–12.
Turnaj zahrnoval hlavní soutěž hranou vyřazovacím systémem, z níž vzešel celkový vítěz Poháru federace.

## Turnaj

### Účastníci
| Účastníci   | Účastníci      | Účastníci       | Účastníci |
| Austrálie   | Belgie         | Brazílie        | Bulharsko |
| Kanada      | Chile          | Československo  | Francie   |
| Finsko      | Velká Británie | Řecko           | Itálie    |
| Mexiko      | Nizozemsko     | Norsko          | Polsko    |
| Portugalsko | Jižní Afrika   | Sovětský svaz   | Švédsko   |
| Švýcarsko   | Spojené státy  | Západní Německo |           |
| ----------- | -------------- | --------------- | --------- |

### Pavouk
|  | První kolo 21. května | První kolo 21. května | První kolo 21. května |                 |                | Druhé kolo 22. – 23. května | Druhé kolo 22. – 23. května | Druhé kolo 22. – 23. května |   |  | Čtvrtfinále 24. května | Čtvrtfinále 24. května | Čtvrtfinále 24. května |   |  | Semifinále 25. května | Semifinále 25. května | Semifinále 25. května |  |  | Finále 26. května | Finále 26. května | Finále 26. května |
|  |                       |                       |                       |                 |                |                             |                             |                             |   |  |                        |                        |                        |   |  |                       |                       |                       |  |  |                   |                   |                   |
|  |                       |                       |                       |                 |                |                             |                             |                             |   |  |                        |                        |                        |   |  |                       |                       |                       |  |  |                   |                   |                   |
|  |                       |                       | Spojené státy         | 3               |                |                             |                             |                             |   |  |                        |                        |                        |   |  |                       |                       |                       |  |  |                   |                   |                   |
|  |                       |                       |                       | 3               |                |                             |                             |                             |   |  |                        |                        |                        |   |  |                       |                       |                       |  |  |                   |                   |                   |
|  |                       |                       |                       | Švýcarsko       | 0              |                             |                             |                             |   |  |                        |                        |                        |   |  |                       |                       |                       |  |  |                   |                   |                   |
|  |                       |                       |                       | Švýcarsko       | 0              |                             |                             |                             |   |  |                        |                        |                        |   |  |                       |                       |                       |  |  |                   |                   |                   |
|  |                       |                       |                       |                 |                |                             |                             |                             |   |  |                        |                        |                        |   |  |                       |                       |                       |  |  |                   |                   |                   |
|  |                       |                       |                       |                 |                |                             |                             |                             |   |  |                        |                        |                        |   |  |                       |                       |                       |  |  |                   |                   |                   |
|  |                       |                       |                       |                 |                |                             |                             | Spojené státy               | 2 |  |                        |                        |                        |   |  |                       |                       |                       |  |  |                   |                   |                   |
|  |                       |                       |                       |                 |                |                             |                             |                             | 2 |  |                        |                        |                        |   |  |                       |                       |                       |  |  |                   |                   |                   |
|  |                       |                       | Francie               | 1               |                |                             |                             |                             |   |  |                        |                        |                        |   |  |                       |                       |                       |  |  |                   |                   |                   |
|  |                       |                       | Francie               | 1               |                |                             |                             |                             |   |  |                        |                        |                        |   |  |                       |                       |                       |  |  |                   |                   |                   |
|  |                       |                       |                       |                 |                |                             |                             |                             |   |  |                        |                        |                        |   |  |                       |                       |                       |  |  |                   |                   |                   |
|  |                       |                       |                       |                 |                |                             |                             |                             |   |  |                        |                        |                        |   |  |                       |                       |                       |  |  |                   |                   |                   |
|  |                       |                       | Francie               | 3               |                |                             |                             |                             |   |  |                        |                        |                        |   |  |                       |                       |                       |  |  |                   |                   |                   |
|  |                       |                       |                       | 3               |                |                             |                             |                             |   |  |                        |                        |                        |   |  |                       |                       |                       |  |  |                   |                   |                   |
|  |                       |                       |                       | Portugalsko     | 0              |                             |                             |                             |   |  |                        |                        |                        |   |  |                       |                       |                       |  |  |                   |                   |                   |
|  |                       |                       |                       | Portugalsko     | 0              |                             |                             |                             |   |  |                        |                        |                        |   |  |                       |                       |                       |  |  |                   |                   |                   |
|  |                       |                       |                       |                 |                |                             |                             |                             |   |  |                        |                        |                        |   |  |                       |                       |                       |  |  |                   |                   |                   |
|  |                       |                       |                       |                 |                |                             |                             |                             |   |  |                        |                        |                        |   |  |                       |                       |                       |  |  |                   |                   |                   |
|  |                       |                       |                       |                 |                |                             |                             |                             |   |  |                        |                        | Spojené státy          | 1 |  |                       |                       |                       |  |  |                   |                   |                   |
|  |                       |                       |                       |                 |                |                             |                             |                             |   |  |                        |                        |                        |   |  |                       |                       |                       |  |  |                   |                   |                   |
|  |                       |                       | Nizozemsko            | 2               |                |                             |                             |                             |   |  |                        |                        |                        |   |  |                       |                       |                       |  |  |                   |                   |                   |
|  |                       | Nizozemsko            | Nizozemsko            | 2               | 3              |                             |                             |                             |   |  |                        |                        |                        |   |  |                       |                       |                       |  |  |                   |                   |                   |
|  |                       | Nizozemsko            |                       |                 | 3              |                             |                             |                             |   |  |                        |                        |                        |   |  |                       |                       |                       |  |  |                   |                   |                   |
|  |                       | Finsko                | 0                     |                 |                |                             |                             |                             |   |  |                        |                        |                        |   |  |                       |                       |                       |  |  |                   |                   |                   |
|  |                       | Finsko                | 0                     |                 | Nizozemsko     | 2                           |                             |                             |   |  |                        |                        |                        |   |  |                       |                       |                       |  |  |                   |                   |                   |
|  |                       |                       |                       |                 | Nizozemsko     | 2                           |                             |                             |   |  |                        |                        |                        |   |  |                       |                       |                       |  |  |                   |                   |                   |
|  |                       |                       |                       | Polsko          | 1              |                             |                             |                             |   |  |                        |                        |                        |   |  |                       |                       |                       |  |  |                   |                   |                   |
|  |                       | Polsko                | 2                     | Polsko          | 1              |                             |                             |                             |   |  |                        |                        |                        |   |  |                       |                       |                       |  |  |                   |                   |                   |
|  |                       | Polsko                | 2                     |                 |                |                             |                             |                             |   |  |                        |                        |                        |   |  |                       |                       |                       |  |  |                   |                   |                   |
|  |                       | Řecko                 | 0                     |                 |                |                             |                             |                             |   |  |                        |                        |                        |   |  |                       |                       |                       |  |  |                   |                   |                   |
|  |                       |                       |                       |                 |                |                             |                             | Nizozemsko                  | 3 |  |                        |                        |                        |   |  |                       |                       |                       |  |  |                   |                   |                   |
|  |                       |                       |                       |                 |                |                             |                             |                             | 3 |  |                        |                        |                        |   |  |                       |                       |                       |  |  |                   |                   |                   |
|  |                       |                       | Bulharsko             | 0               |                |                             |                             |                             |   |  |                        |                        |                        |   |  |                       |                       |                       |  |  |                   |                   |                   |
|  |                       | Bulharsko             | Bulharsko             | 0               | 2              |                             |                             |                             |   |  |                        |                        |                        |   |  |                       |                       |                       |  |  |                   |                   |                   |
|  |                       | Bulharsko             |                       |                 | 2              |                             |                             |                             |   |  |                        |                        |                        |   |  |                       |                       |                       |  |  |                   |                   |                   |
|  |                       | Chile                 | 1                     |                 |                |                             |                             |                             |   |  |                        |                        |                        |   |  |                       |                       |                       |  |  |                   |                   |                   |
|  |                       | Chile                 | 1                     | Bulharsko       |                |                             |                             |                             |   |  |                        |                        |                        |   |  |                       |                       |                       |  |  |                   |                   |                   |
|  |                       |                       |                       |                 |                |                             |                             |                             |   |  |                        |                        |                        |   |  |                       |                       |                       |  |  |                   |                   |                   |
|  |                       |                       |                       | Západní Německo | w/o            |                             |                             |                             |   |  |                        |                        |                        |   |  |                       |                       |                       |  |  |                   |                   |                   |
|  |                       |                       |                       | Západní Německo | w/o            |                             |                             |                             |   |  |                        |                        |                        |   |  |                       |                       |                       |  |  |                   |                   |                   |
|  |                       |                       |                       |                 |                |                             |                             |                             |   |  |                        |                        |                        |   |  |                       |                       |                       |  |  |                   |                   |                   |
|  |                       |                       |                       |                 |                |                             |                             |                             |   |  |                        |                        |                        |   |  |                       |                       |                       |  |  |                   | Nizozemsko        | 0                 |
|  |                       |                       |                       |                 |                |                             |                             |                             |   |  |                        |                        |                        |   |  |                       |                       |                       |  |  |                   | Nizozemsko        | 0                 |
|  |                       |                       |                       |                 |                |                             |                             |                             |   |  |                        |                        |                        |   |  |                       |                       |                       |  |  |                   | Austrálie         | 3                 |
|  |                       |                       |                       |                 |                |                             |                             |                             |   |  |                        |                        |                        |   |  |                       |                       |                       |  |  |                   | Austrálie         | 3                 |
|  |                       |                       |                       |                 |                |                             |                             |                             |   |  |                        |                        |                        |   |  |                       |                       |                       |  |  |                   |                   |                   |
|  |                       |                       | Austrálie             | 3               |                |                             |                             |                             |   |  |                        |                        |                        |   |  |                       |                       |                       |  |  |                   |                   |                   |
|  |                       |                       |                       | 3               |                |                             |                             |                             |   |  |                        |                        |                        |   |  |                       |                       |                       |  |  |                   |                   |                   |
|  |                       |                       |                       | Brazílie        | 0              |                             |                             |                             |   |  |                        |                        |                        |   |  |                       |                       |                       |  |  |                   |                   |                   |
|  |                       |                       |                       | Brazílie        | 0              |                             |                             |                             |   |  |                        |                        |                        |   |  |                       |                       |                       |  |  |                   |                   |                   |
|  |                       |                       |                       |                 |                |                             |                             |                             |   |  |                        |                        |                        |   |  |                       |                       |                       |  |  |                   |                   |                   |
|  |                       |                       |                       |                 |                |                             |                             |                             |   |  |                        |                        |                        |   |  |                       |                       |                       |  |  |                   |                   |                   |
|  |                       |                       |                       |                 |                |                             |                             | Austrálie                   | 2 |  |                        |                        |                        |   |  |                       |                       |                       |  |  |                   |                   |                   |
|  |                       |                       |                       |                 |                |                             |                             |                             | 2 |  |                        |                        |                        |   |  |                       |                       |                       |  |  |                   |                   |                   |
|  |                       |                       | Jižní Afrika          | 1               |                |                             |                             |                             |   |  |                        |                        |                        |   |  |                       |                       |                       |  |  |                   |                   |                   |
|  |                       |                       | Jižní Afrika          | 1               |                |                             |                             |                             |   |  |                        |                        |                        |   |  |                       |                       |                       |  |  |                   |                   |                   |
|  |                       |                       |                       |                 |                |                             |                             |                             |   |  |                        |                        |                        |   |  |                       |                       |                       |  |  |                   |                   |                   |
|  |                       |                       |                       |                 |                |                             |                             |                             |   |  |                        |                        |                        |   |  |                       |                       |                       |  |  |                   |                   |                   |
|  |                       |                       | Jižní Afrika          | 3               |                |                             |                             |                             |   |  |                        |                        |                        |   |  |                       |                       |                       |  |  |                   |                   |                   |
|  |                       |                       |                       | 3               |                |                             |                             |                             |   |  |                        |                        |                        |   |  |                       |                       |                       |  |  |                   |                   |                   |
|  |                       |                       |                       | Kanada          | 0              |                             |                             |                             |   |  |                        |                        |                        |   |  |                       |                       |                       |  |  |                   |                   |                   |
|  |                       |                       |                       | Kanada          | 0              |                             |                             |                             |   |  |                        |                        |                        |   |  |                       |                       |                       |  |  |                   |                   |                   |
|  |                       |                       |                       |                 |                |                             |                             |                             |   |  |                        |                        |                        |   |  |                       |                       |                       |  |  |                   |                   |                   |
|  |                       |                       |                       |                 |                |                             |                             |                             |   |  |                        |                        |                        |   |  |                       |                       |                       |  |  |                   |                   |                   |
|  |                       |                       |                       |                 |                |                             |                             |                             |   |  |                        |                        | Austrálie              | 3 |  |                       |                       |                       |  |  |                   |                   |                   |
|  |                       |                       |                       |                 |                |                             |                             |                             |   |  |                        |                        |                        |   |  |                       |                       |                       |  |  |                   |                   |                   |
|  |                       |                       | Velká Británie        | 0               |                |                             |                             |                             |   |  |                        |                        |                        |   |  |                       |                       |                       |  |  |                   |                   |                   |
|  |                       | Sovětský svaz         | Velká Británie        | 0               | 3              |                             |                             |                             |   |  |                        |                        |                        |   |  |                       |                       |                       |  |  |                   |                   |                   |
|  |                       | Sovětský svaz         |                       |                 | 3              |                             |                             |                             |   |  |                        |                        |                        |   |  |                       |                       |                       |  |  |                   |                   |                   |
|  |                       | Belgie                | 0                     |                 |                |                             |                             |                             |   |  |                        |                        |                        |   |  |                       |                       |                       |  |  |                   |                   |                   |
|  |                       | Belgie                | 0                     |                 | Sovětský svaz  | 3                           |                             |                             |   |  |                        |                        |                        |   |  |                       |                       |                       |  |  |                   |                   |                   |
|  |                       |                       |                       |                 | Sovětský svaz  | 3                           |                             |                             |   |  |                        |                        |                        |   |  |                       |                       |                       |  |  |                   |                   |                   |
|  |                       |                       |                       | Itálie          | 0              |                             |                             |                             |   |  |                        |                        |                        |   |  |                       |                       |                       |  |  |                   |                   |                   |
|  |                       | Itálie                | 2                     | Itálie          | 0              |                             |                             |                             |   |  |                        |                        |                        |   |  |                       |                       |                       |  |  |                   |                   |                   |
|  |                       | Itálie                | 2                     |                 |                |                             |                             |                             |   |  |                        |                        |                        |   |  |                       |                       |                       |  |  |                   |                   |                   |
|  |                       | Mexiko                | 1                     |                 |                |                             |                             |                             |   |  |                        |                        |                        |   |  |                       |                       |                       |  |  |                   |                   |                   |
|  |                       |                       |                       |                 |                |                             |                             | Sovětský svaz               | 0 |  |                        |                        |                        |   |  |                       |                       |                       |  |  |                   |                   |                   |
|  |                       |                       |                       |                 |                |                             |                             |                             | 0 |  |                        |                        |                        |   |  |                       |                       |                       |  |  |                   |                   |                   |
|  |                       |                       | Velká Británie        | 3               |                |                             |                             |                             |   |  |                        |                        |                        |   |  |                       |                       |                       |  |  |                   |                   |                   |
|  |                       | Československo        | Velká Británie        | 3               | 2              |                             |                             |                             |   |  |                        |                        |                        |   |  |                       |                       |                       |  |  |                   |                   |                   |
|  |                       | Československo        |                       |                 | 2              |                             |                             |                             |   |  |                        |                        |                        |   |  |                       |                       |                       |  |  |                   |                   |                   |
|  |                       | Norsko                | 0                     |                 |                |                             |                             |                             |   |  |                        |                        |                        |   |  |                       |                       |                       |  |  |                   |                   |                   |
|  |                       | Norsko                | 0                     |                 | Československo | 1                           |                             |                             |   |  |                        |                        |                        |   |  |                       |                       |                       |  |  |                   |                   |                   |
|  |                       |                       |                       |                 | Československo | 1                           |                             |                             |   |  |                        |                        |                        |   |  |                       |                       |                       |  |  |                   |                   |                   |
|  |                       |                       |                       | Velká Británie  | 2              |                             |                             |                             |   |  |                        |                        |                        |   |  |                       |                       |                       |  |  |                   |                   |                   |
|  |                       | Švédsko               | 0                     | Velká Británie  | 2              |                             |                             |                             |   |  |                        |                        |                        |   |  |                       |                       |                       |  |  |                   |                   |                   |
|  |                       | Švédsko               | 0                     |                 |                |                             |                             |                             |   |  |                        |                        |                        |   |  |                       |                       |                       |  |  |                   |                   |                   |
|  |                       | Velká Británie        | 3                     |                 |                |                             |                             |                             |   |  |                        |                        |                        |   |  |                       |                       |                       |  |  |                   |                   |                   |

### První kolo

#### Nizozemsko vs. Finsko
| | Nizozemsko | 3 :                                                                                  | 0   | Finsko |     |  |
| --- | ---------- | ------------------------------------------------------------------------------------ | --- | ------ | --- |  |
| Stade Roland-Garros, Paříž, Francie 21. května 1968 antuka (venku) |            |                                                                                      |     |        |     |  |
| \| \| \| \| 1. \| 2. \| 3. \| \| \| -- \| \| ------------------------------------------------------------------------------------ \| --- \| --- \| --- \| \| \| 1. \| \| Marijke Jansenová Birgitta Lindstromová \| 6 4 \| 6 2 \| \| \| \| 2. \| \| Lidy Venneboerová Christina Lindstromová \| 4 6 \| 6 4 \| 6 2 \| \| \| 3. \| \| Marijke Jansenová / Lidy Venneboerová Birgitta Lindstromová / Christina Lindstromová \| 6 4 \| 6 4 \| \| \| \| \| \| \| \| \| \| \| \| \| \| \| \| \| \| \| \| \| \| \| \| \| \| \| \| \| \| \| \| \| \| \| \| \| \| \| \| \| \| \| |            |                                                                                      |     |        |     |  |
| |            |                                                                                      | 1.  | 2.     | 3.  |  |
| 1. |            | Marijke Jansenová Birgitta Lindstromová                                              | 6 4 | 6 2    |     |  |
| 2. |            | Lidy Venneboerová Christina Lindstromová                                             | 4 6 | 6 4    | 6 2 |  |
| 3. |            | Marijke Jansenová / Lidy Venneboerová Birgitta Lindstromová / Christina Lindstromová | 6 4 | 6 4    |     |  |
| |            |                                                                                      |     |        |     |  |
| |            |                                                                                      |     |        |     |  |
| |            |                                                                                      |     |        |     |  |
| |            |                                                                                      |     |        |     |  |
| |            |                                                                                      |     |        |     |  |

#### Polsko vs. Řecko
| | Polsko | 2 :                                          | 0   | Řecko |     |            |
| --- | ------ | -------------------------------------------- | --- | ----- | --- | ---------- |
| Stade Roland-Garros, Paříž, Francie 21. května 1968 antuka (venku) |        |                                              |     |       |     |            |
| \| \| \| \| 1. \| 2. \| 3. \| \| \| -- \| \| -------------------------------------------- \| --- \| --- \| --- \| ---------- \| \| 1. \| \| Danuta Wieczoreková Dionissa Asteriová \| 3 6 \| 6 0 \| 6 2 \| \| \| 2. \| \| Barbara Olszewská Carol-Ann Kalgeropoulosová \| 4 6 \| 6 2 \| 6 2 \| \| \| 3. \| \| \| \| \| \| nehrálo se \| \| \| \| \| \| \| \| \| \| \| \| \| \| \| \| \| \| \| \| \| \| \| \| \| \| \| \| \| \| \| \| \| \| \| \| \| \| \| \| \| |        |                                              |     |       |     |            |
| |        |                                              | 1.  | 2.    | 3.  |            |
| 1. |        | Danuta Wieczoreková Dionissa Asteriová       | 3 6 | 6 0   | 6 2 |            |
| 2. |        | Barbara Olszewská Carol-Ann Kalgeropoulosová | 4 6 | 6 2   | 6 2 |            |
| 3. |        |                                              |     |       |     | nehrálo se |
| |        |                                              |     |       |     |            |
| |        |                                              |     |       |     |            |
| |        |                                              |     |       |     |            |
| |        |                                              |     |       |     |            |
| |        |                                              |     |       |     |            |

#### Bulharsko vs. Chile
| | Bulharsko | 2 :                                                                              | 1   | Chile |    |  |
| --- | --------- | -------------------------------------------------------------------------------- | --- | ----- | -- |  |
| Stade Roland-Garros, Paříž, Francie 21. května 1968 antuka (venku) |           |                                                                                  |     |       |    |  |
| \| \| \| \| 1. \| 2. \| 3. \| \| \| -- \| \| -------------------------------------------------------------------------------- \| --- \| --- \| -- \| \| \| 1. \| \| Lubka Radkovová Michelle Rodriguezová \| 3 6 \| 2 6 \| \| \| \| 2. \| \| Maria Čakarovová Margarita De Zuletová \| 6 0 \| 6 0 \| \| \| \| 3. \| \| Maria Čakarovová / Lubka Radkovová Margarita De Zuletová / Michelle Rodriguezová \| 6 1 \| 6 2 \| \| \| \| \| \| \| \| \| \| \| \| \| \| \| \| \| \| \| \| \| \| \| \| \| \| \| \| \| \| \| \| \| \| \| \| \| \| \| \| \| \| \| |           |                                                                                  |     |       |    |  |
| |           |                                                                                  | 1.  | 2.    | 3. |  |
| 1. |           | Lubka Radkovová Michelle Rodriguezová                                            | 3 6 | 2 6   |    |  |
| 2. |           | Maria Čakarovová Margarita De Zuletová                                           | 6 0 | 6 0   |    |  |
| 3. |           | Maria Čakarovová / Lubka Radkovová Margarita De Zuletová / Michelle Rodriguezová | 6 1 | 6 2   |    |  |
| |           |                                                                                  |     |       |    |  |
| |           |                                                                                  |     |       |    |  |
| |           |                                                                                  |     |       |    |  |
| |           |                                                                                  |     |       |    |  |
| |           |                                                                                  |     |       |    |  |

#### Sovětský svaz vs. Belgie
| | Sovětský svaz | 3 :                                                                                | 0   | Belgie |     |  |
| --- | ------------- | ---------------------------------------------------------------------------------- | --- | ------ | --- |  |
| Stade Roland-Garros, Paříž, Francie 21. května 1968 antuka (venku) |               |                                                                                    |     |        |     |  |
| \| \| \| \| 1. \| 2. \| 3. \| \| \| -- \| \| ---------------------------------------------------------------------------------- \| --- \| --- \| --- \| \| \| 1. \| \| Galina Bakšejevová Ingrid Palmieriová \| 2 6 \| 7 5 \| 6 3 \| \| \| 2. \| \| Anna Dmitrijevová Christiane Mercelisová \| 6 3 \| 6 3 \| \| \| \| 3. \| \| Galina Bakšejevová / Anna Dmitrijevová Ingrid Palmieriová / Christiane Mercelisová \| 6 4 \| 6 1 \| \| \| \| \| \| \| \| \| \| \| \| \| \| \| \| \| \| \| \| \| \| \| \| \| \| \| \| \| \| \| \| \| \| \| \| \| \| \| \| \| \| \| |               |                                                                                    |     |        |     |  |
| |               |                                                                                    | 1.  | 2.     | 3.  |  |
| 1. |               | Galina Bakšejevová Ingrid Palmieriová                                              | 2 6 | 7 5    | 6 3 |  |
| 2. |               | Anna Dmitrijevová Christiane Mercelisová                                           | 6 3 | 6 3    |     |  |
| 3. |               | Galina Bakšejevová / Anna Dmitrijevová Ingrid Palmieriová / Christiane Mercelisová | 6 4 | 6 1    |     |  |
| |               |                                                                                    |     |        |     |  |
| |               |                                                                                    |     |        |     |  |
| |               |                                                                                    |     |        |     |  |
| |               |                                                                                    |     |        |     |  |
| |               |                                                                                    |     |        |     |  |

#### Itálie vs. Mexiko
| | Itálie | 2 :                                                                            | 1   | Mexiko |    |  |
| --- | ------ | ------------------------------------------------------------------------------ | --- | ------ | -- |  |
| Stade Roland-Garros, Paříž, Francie 21. května 1968 antuka (venku) |        |                                                                                |     |        |    |  |
| \| \| \| \| 1. \| 2. \| 3. \| \| \| -- \| \| ------------------------------------------------------------------------------ \| --- \| --- \| -- \| \| \| 1. \| \| Lea Pericoliová Elena Subiratsová \| 3 6 \| 1 6 \| \| \| \| 2. \| \| Maria-Teresa Riedlová Patricia Montanová \| 6 4 \| 6 4 \| \| \| \| 3. \| \| Lea Pericoliová / Maria-Teresa Riedlová Patricia Montanová / Elena Subiratsová \| 6 4 \| 6 2 \| \| \| \| \| \| \| \| \| \| \| \| \| \| \| \| \| \| \| \| \| \| \| \| \| \| \| \| \| \| \| \| \| \| \| \| \| \| \| \| \| \| \| |        |                                                                                |     |        |    |  |
| |        |                                                                                | 1.  | 2.     | 3. |  |
| 1. |        | Lea Pericoliová Elena Subiratsová                                              | 3 6 | 1 6    |    |  |
| 2. |        | Maria-Teresa Riedlová Patricia Montanová                                       | 6 4 | 6 4    |    |  |
| 3. |        | Lea Pericoliová / Maria-Teresa Riedlová Patricia Montanová / Elena Subiratsová | 6 4 | 6 2    |    |  |
| |        |                                                                                |     |        |    |  |
| |        |                                                                                |     |        |    |  |
| |        |                                                                                |     |        |    |  |
| |        |                                                                                |     |        |    |  |
| |        |                                                                                |     |        |    |  |

#### Československo vs. Norsko
| | Československo | 2 :                                | 0   | Norsko |    |            |
| --- | -------------- | ---------------------------------- | --- | ------ | -- | ---------- |
| Stade Roland-Garros, Paříž, Francie 21. května 1968 antuka (venku) |                |                                    |     |        |    |            |
| \| \| \| \| 1. \| 2. \| 3. \| \| \| -- \| \| ---------------------------------- \| --- \| --- \| -- \| ---------- \| \| 1. \| \| Vlasta Kodešová Kirsten Robsahmová \| 6 0 \| 6 4 \| \| \| \| 2. \| \| Jitka Volavková Ellen Grindvoldová \| 6 3 \| 6 3 \| \| \| \| 3. \| \| \| \| \| \| nehrálo se \| \| \| \| \| \| \| \| \| \| \| \| \| \| \| \| \| \| \| \| \| \| \| \| \| \| \| \| \| \| \| \| \| \| \| \| \| \| \| \| \| |                |                                    |     |        |    |            |
| |                |                                    | 1.  | 2.     | 3. |            |
| 1. |                | Vlasta Kodešová Kirsten Robsahmová | 6 0 | 6 4    |    |            |
| 2. |                | Jitka Volavková Ellen Grindvoldová | 6 3 | 6 3    |    |            |
| 3. |                |                                    |     |        |    | nehrálo se |
| |                |                                    |     |        |    |            |
| |                |                                    |     |        |    |            |
| |                |                                    |     |        |    |            |
| |                |                                    |     |        |    |            |
| |                |                                    |     |        |    |            |

#### Švédsko vs. Velká Británie
| | Švédsko | 0 :                                                                         | 3   | Velká Británie |     |  |
| --- | ------- | --------------------------------------------------------------------------- | --- | -------------- | --- |  |
| Stade Roland-Garros, Paříž, Francie 21. května 1968 antuka (venku) |         |                                                                             |     |                |     |  |
| \| \| \| \| 1. \| 2. \| 3. \| \| \| -- \| \| --------------------------------------------------------------------------- \| --- \| --- \| --- \| \| \| 1. \| \| Ingrid Bentzerová Christine Janesová \| 2 6 \| 0 6 \| \| \| \| 2. \| \| Christina Sandbergová Virginia Wadeová \| 1 6 \| 4 6 \| \| \| \| 3. \| \| Ingrid Bentzerová / Christina Sandbergová Winnie Shawová / Virginia Wadeová \| 6 2 \| 3 6 \| 4 6 \| \| \| \| \| \| \| \| \| \| \| \| \| \| \| \| \| \| \| \| \| \| \| \| \| \| \| \| \| \| \| \| \| \| \| \| \| \| \| \| \| \| |         |                                                                             |     |                |     |  |
| |         |                                                                             | 1.  | 2.             | 3.  |  |
| 1. |         | Ingrid Bentzerová Christine Janesová                                        | 2 6 | 0 6            |     |  |
| 2. |         | Christina Sandbergová Virginia Wadeová                                      | 1 6 | 4 6            |     |  |
| 3. |         | Ingrid Bentzerová / Christina Sandbergová Winnie Shawová / Virginia Wadeová | 6 2 | 3 6            | 4 6 |  |
| |         |                                                                             |     |                |     |  |
| |         |                                                                             |     |                |     |  |
| |         |                                                                             |     |                |     |  |
| |         |                                                                             |     |                |     |  |
| |         |                                                                             |     |                |     |  |

### Druhé kolo

#### Spojené státy americké vs. Švýcarsko
| | Spojené státy americké | 3 :                                                                                 | 0   | Švýcarsko |    |  |
| --- | ---------------------- | ----------------------------------------------------------------------------------- | --- | --------- | -- |  |
| Stade Roland-Garros, Paříž, Francie 23. května 1968 antuka (venku) |                        |                                                                                     |     |           |    |  |
| \| \| \| \| 1. \| 2. \| 3. \| \| \| -- \| \| ----------------------------------------------------------------------------------- \| --- \| --- \| -- \| \| \| 1. \| \| Nancy Richeyová Anne-Marie Studerová \| 6 1 \| 6 1 \| \| \| \| 2. \| \| Mary-Ann Beattieová Marianne Kindlerová \| 6 0 \| 6 1 \| \| \| \| 3. \| \| Mary-Ann Beattieová / Kathleen Harterová Marianne Kindlerová / Anne-Marie Studerová \| 6 0 \| 6 2 \| \| \| \| \| \| \| \| \| \| \| \| \| \| \| \| \| \| \| \| \| \| \| \| \| \| \| \| \| \| \| \| \| \| \| \| \| \| \| \| \| \| \| |                        |                                                                                     |     |           |    |  |
| |                        |                                                                                     | 1.  | 2.        | 3. |  |
| 1. |                        | Nancy Richeyová Anne-Marie Studerová                                                | 6 1 | 6 1       |    |  |
| 2. |                        | Mary-Ann Beattieová Marianne Kindlerová                                             | 6 0 | 6 1       |    |  |
| 3. |                        | Mary-Ann Beattieová / Kathleen Harterová Marianne Kindlerová / Anne-Marie Studerová | 6 0 | 6 2       |    |  |
| |                        |                                                                                     |     |           |    |  |
| |                        |                                                                                     |     |           |    |  |
| |                        |                                                                                     |     |           |    |  |
| |                        |                                                                                     |     |           |    |  |
| |                        |                                                                                     |     |           |    |  |

#### Francie vs. Portugalsko
| | Francie | 3 :                                                                         | 0   | Portugalsko |    |  |
| --- | ------- | --------------------------------------------------------------------------- | --- | ----------- | -- |  |
| Stade Roland-Garros, Paříž, Francie 23. května 1968 antuka (venku) |         |                                                                             |     |             |    |  |
| \| \| \| \| 1. \| 2. \| 3. \| \| \| -- \| \| --------------------------------------------------------------------------- \| --- \| --- \| -- \| \| \| 1. \| \| Monique Di Masová Peggy Brixheová \| 6 0 \| 6 0 \| \| \| \| 2. \| \| Rosy Darmonová Leonara Peraltová \| 6 2 \| 6 1 \| \| \| \| 3. \| \| Rosy Darmonová / Janine Lieffrigová Maria-Carmen Arnosová / Peggy Brixheová \| 6 1 \| 6 2 \| \| \| \| \| \| \| \| \| \| \| \| \| \| \| \| \| \| \| \| \| \| \| \| \| \| \| \| \| \| \| \| \| \| \| \| \| \| \| \| \| \| \| |         |                                                                             |     |             |    |  |
| |         |                                                                             | 1.  | 2.          | 3. |  |
| 1. |         | Monique Di Masová Peggy Brixheová                                           | 6 0 | 6 0         |    |  |
| 2. |         | Rosy Darmonová Leonara Peraltová                                            | 6 2 | 6 1         |    |  |
| 3. |         | Rosy Darmonová / Janine Lieffrigová Maria-Carmen Arnosová / Peggy Brixheová | 6 1 | 6 2         |    |  |
| |         |                                                                             |     |             |    |  |
| |         |                                                                             |     |             |    |  |
| |         |                                                                             |     |             |    |  |
| |         |                                                                             |     |             |    |  |
| |         |                                                                             |     |             |    |  |

#### Nizozemsko vs. Polsko
| | Nizozemsko | 2 :                                                                             | 1   | Polsko |     |  |
| --- | ---------- | ------------------------------------------------------------------------------- | --- | ------ | --- |  |
| Stade Roland-Garros, Paříž, Francie 23. května 1968 antuka (venku) |            |                                                                                 |     |        |     |  |
| \| \| \| \| 1. \| 2. \| 3. \| \| \| -- \| \| ------------------------------------------------------------------------------- \| --- \| --- \| --- \| \| \| 1. \| \| Marijke Jansenová Barbara Olszewská \| 6 1 \| 6 1 \| \| \| \| 2. \| \| Astrid Suurbecková Danuta Wieczoreková \| 6 4 \| 4 6 \| 4 6 \| \| \| 3. \| \| Astrid Suurbecková / Liddy Venneboerová Barbara Olszewská / Danuta Wieczoreková \| 8 6 \| 7 5 \| \| \| \| \| \| \| \| \| \| \| \| \| \| \| \| \| \| \| \| \| \| \| \| \| \| \| \| \| \| \| \| \| \| \| \| \| \| \| \| \| \| \| |            |                                                                                 |     |        |     |  |
| |            |                                                                                 | 1.  | 2.     | 3.  |  |
| 1. |            | Marijke Jansenová Barbara Olszewská                                             | 6 1 | 6 1    |     |  |
| 2. |            | Astrid Suurbecková Danuta Wieczoreková                                          | 6 4 | 4 6    | 4 6 |  |
| 3. |            | Astrid Suurbecková / Liddy Venneboerová Barbara Olszewská / Danuta Wieczoreková | 8 6 | 7 5    |     |  |
| |            |                                                                                 |     |        |     |  |
| |            |                                                                                 |     |        |     |  |
| |            |                                                                                 |     |        |     |  |
| |            |                                                                                 |     |        |     |  |
| |            |                                                                                 |     |        |     |  |

#### Austrálie vs. Brazílie
| | Austrálie | 3 :                                                                                      | 0   | Brazílie |    |  |
| --- | --------- | ---------------------------------------------------------------------------------------- | --- | -------- | -- |  |
| Stade Roland-Garros, Paříž, Francie 22. května 1968 antuka (venku) |           |                                                                                          |     |          |    |  |
| \| \| \| \| 1. \| 2. \| 3. \| \| \| -- \| \| ---------------------------------------------------------------------------------------- \| --- \| --- \| -- \| \| \| 1. \| \| Margaret Courtová Suzana Gesteirová \| 6 0 \| 6 0 \| \| \| \| 2. \| \| Kerry Melvilleová Maria Cristina Borbová Diasová \| 6 2 \| 6 1 \| \| \| \| 3. \| \| Margaret Courtová / Kerry Melvilleová Maria Cristina Borbová Diasová / Suzana Gesteirová \| 6 0 \| 6 2 \| \| \| \| \| \| \| \| \| \| \| \| \| \| \| \| \| \| \| \| \| \| \| \| \| \| \| \| \| \| \| \| \| \| \| \| \| \| \| \| \| \| \| |           |                                                                                          |     |          |    |  |
| |           |                                                                                          | 1.  | 2.       | 3. |  |
| 1. |           | Margaret Courtová Suzana Gesteirová                                                      | 6 0 | 6 0      |    |  |
| 2. |           | Kerry Melvilleová Maria Cristina Borbová Diasová                                         | 6 2 | 6 1      |    |  |
| 3. |           | Margaret Courtová / Kerry Melvilleová Maria Cristina Borbová Diasová / Suzana Gesteirová | 6 0 | 6 2      |    |  |
| |           |                                                                                          |     |          |    |  |
| |           |                                                                                          |     |          |    |  |
| |           |                                                                                          |     |          |    |  |
| |           |                                                                                          |     |          |    |  |
| |           |                                                                                          |     |          |    |  |

#### Jihoafrická republika vs. Kanada
| | Jihoafrická republika | 3 :                                                                     | 0   | Kanada |     |  |
| --- | --------------------- | ----------------------------------------------------------------------- | --- | ------ | --- |  |
| Stade Roland-Garros, Paříž, Francie 22. května 1968 antuka (venku) |                       |                                                                         |     |        |     |  |
| \| \| \| \| 1. \| 2. \| 3. \| \| \| -- \| \| ----------------------------------------------------------------------- \| --- \| --- \| --- \| \| \| 1. \| \| Annette Du Plooyová Faye Urbanová \| 3 6 \| 6 4 \| 6 2 \| \| \| 2. \| \| Maryna Proctorová Vicky Bernerová \| 9 7 \| 6 3 \| \| \| \| 3. \| \| Annette Du Plooyová / Maryna Proctorová Vicky Bernerová / Faye Urbanová \| 6 1 \| 6 2 \| \| \| \| \| \| \| \| \| \| \| \| \| \| \| \| \| \| \| \| \| \| \| \| \| \| \| \| \| \| \| \| \| \| \| \| \| \| \| \| \| \| \| |                       |                                                                         |     |        |     |  |
| |                       |                                                                         | 1.  | 2.     | 3.  |  |
| 1. |                       | Annette Du Plooyová Faye Urbanová                                       | 3 6 | 6 4    | 6 2 |  |
| 2. |                       | Maryna Proctorová Vicky Bernerová                                       | 9 7 | 6 3    |     |  |
| 3. |                       | Annette Du Plooyová / Maryna Proctorová Vicky Bernerová / Faye Urbanová | 6 1 | 6 2    |     |  |
| |                       |                                                                         |     |        |     |  |
| |                       |                                                                         |     |        |     |  |
| |                       |                                                                         |     |        |     |  |
| |                       |                                                                         |     |        |     |  |
| |                       |                                                                         |     |        |     |  |

#### Sovětský svaz vs. Itálie
| | Sovětský svaz | 3 :                                                                            | 0   | Itálie |    |  |
| --- | ------------- | ------------------------------------------------------------------------------ | --- | ------ | -- |  |
| Stade Roland-Garros, Paříž, Francie 22. května 1968 antuka (venku) |               |                                                                                |     |        |    |  |
| \| \| \| \| 1. \| 2. \| 3. \| \| \| -- \| \| ------------------------------------------------------------------------------ \| --- \| --- \| -- \| \| \| 1. \| \| Galina Bakšejevová Lea Pericoliová \| 7 5 \| 8 6 \| \| \| \| 2. \| \| Anna Dmitrijevová Maria-Teresa Riedlová \| 6 3 \| 6 0 \| \| \| \| 3. \| \| Galina Bakšejevová / Olga Morozovová Francesca Gordigianiová / Lea Pericoliová \| 6 2 \| 6 3 \| \| \| \| \| \| \| \| \| \| \| \| \| \| \| \| \| \| \| \| \| \| \| \| \| \| \| \| \| \| \| \| \| \| \| \| \| \| \| \| \| \| \| |               |                                                                                |     |        |    |  |
| |               |                                                                                | 1.  | 2.     | 3. |  |
| 1. |               | Galina Bakšejevová Lea Pericoliová                                             | 7 5 | 8 6    |    |  |
| 2. |               | Anna Dmitrijevová Maria-Teresa Riedlová                                        | 6 3 | 6 0    |    |  |
| 3. |               | Galina Bakšejevová / Olga Morozovová Francesca Gordigianiová / Lea Pericoliová | 6 2 | 6 3    |    |  |
| |               |                                                                                |     |        |    |  |
| |               |                                                                                |     |        |    |  |
| |               |                                                                                |     |        |    |  |
| |               |                                                                                |     |        |    |  |
| |               |                                                                                |     |        |    |  |

#### Československo vs. Velká Británie
| | Československo | 1 :                                                                 | 2   | Velká Británie |     |  |
| --- | -------------- | ------------------------------------------------------------------- | --- | -------------- | --- |  |
| Stade Roland-Garros, Paříž, Francie 22. května 1968 antuka (venku) |                |                                                                     |     |                |     |  |
| \| \| \| \| 1. \| 2. \| 3. \| \| \| -- \| \| ------------------------------------------------------------------- \| --- \| --- \| --- \| \| \| 1. \| \| Jitka Volavková Christine Janesová \| 4 6 \| 6 4 \| 4 6 \| \| \| 2. \| \| Vlasta Kodešová Virginia Wadeová \| 6 3 \| 6 4 \| \| \| \| 3. \| \| Jitka Volavková / Vlasta Kodešová Winnie Shawová / Virginia Wadeová \| 6 3 \| 5 7 \| 5 7 \| \| \| \| \| \| \| \| \| \| \| \| \| \| \| \| \| \| \| \| \| \| \| \| \| \| \| \| \| \| \| \| \| \| \| \| \| \| \| \| \| \| |                |                                                                     |     |                |     |  |
| |                |                                                                     | 1.  | 2.             | 3.  |  |
| 1. |                | Jitka Volavková Christine Janesová                                  | 4 6 | 6 4            | 4 6 |  |
| 2. |                | Vlasta Kodešová Virginia Wadeová                                    | 6 3 | 6 4            |     |  |
| 3. |                | Jitka Volavková / Vlasta Kodešová Winnie Shawová / Virginia Wadeová | 6 3 | 5 7            | 5 7 |  |
| |                |                                                                     |     |                |     |  |
| |                |                                                                     |     |                |     |  |
| |                |                                                                     |     |                |     |  |
| |                |                                                                     |     |                |     |  |
| |                |                                                                     |     |                |     |  |

### Čtvrtfinále

#### Spojené státy americké vs. Francie
| | Spojené státy americké | 2 :                                                                       | 1   | Francie |     |  |
| --- | ---------------------- | ------------------------------------------------------------------------- | --- | ------- | --- |  |
| Stade Roland-Garros, Paříž, Francie 24. května 1968 antuka (venku) |                        |                                                                           |     |         |     |  |
| \| \| \| \| 1. \| 2. \| 3. \| \| \| -- \| \| ------------------------------------------------------------------------- \| --- \| --- \| --- \| \| \| 1. \| \| Mary-Ann Beattieová Rosy Darmonová \| 5 7 \| 1 6 \| \| \| \| 2. \| \| Nancy Richeyová Monique Di Masová \| 6 1 \| 6 4 \| \| \| \| 3. \| \| Mary-Ann Beattieová / Nancy Richeyová Rosy Darmonová / Janine Lieffrigová \| 6 4 \| 4 6 \| 6 2 \| \| \| \| \| \| \| \| \| \| \| \| \| \| \| \| \| \| \| \| \| \| \| \| \| \| \| \| \| \| \| \| \| \| \| \| \| \| \| \| \| \| |                        |                                                                           |     |         |     |  |
| |                        |                                                                           | 1.  | 2.      | 3.  |  |
| 1. |                        | Mary-Ann Beattieová Rosy Darmonová                                        | 5 7 | 1 6     |     |  |
| 2. |                        | Nancy Richeyová Monique Di Masová                                         | 6 1 | 6 4     |     |  |
| 3. |                        | Mary-Ann Beattieová / Nancy Richeyová Rosy Darmonová / Janine Lieffrigová | 6 4 | 4 6     | 6 2 |  |
| |                        |                                                                           |     |         |     |  |
| |                        |                                                                           |     |         |     |  |
| |                        |                                                                           |     |         |     |  |
| |                        |                                                                           |     |         |     |  |
| |                        |                                                                           |     |         |     |  |

#### Nizozemsko vs. Bulharsko
| | Nizozemsko | 3 :                                                                         | 0   | Bulharsko |    |  |
| --- | ---------- | --------------------------------------------------------------------------- | --- | --------- | -- |  |
| Stade Roland-Garros, Paříž, Francie 24. května 1968 antuka (venku) |            |                                                                             |     |           |    |  |
| \| \| \| \| 1. \| 2. \| 3. \| \| \| -- \| \| --------------------------------------------------------------------------- \| --- \| --- \| -- \| \| \| 1. \| \| Astrid Suurbeck Lubka Radkovová \| 6 1 \| 6 3 \| \| \| \| 2. \| \| Marijke Jansenová Maria Čakarovová \| 6 1 \| 6 0 \| \| \| \| 3. \| \| Marijke Jansenová / Astrid Suurbecková Julia Berberianová / Lubka Radkovová \| 6 1 \| 6 1 \| \| \| \| \| \| \| \| \| \| \| \| \| \| \| \| \| \| \| \| \| \| \| \| \| \| \| \| \| \| \| \| \| \| \| \| \| \| \| \| \| \| \| |            |                                                                             |     |           |    |  |
| |            |                                                                             | 1.  | 2.        | 3. |  |
| 1. |            | Astrid Suurbeck Lubka Radkovová                                             | 6 1 | 6 3       |    |  |
| 2. |            | Marijke Jansenová Maria Čakarovová                                          | 6 1 | 6 0       |    |  |
| 3. |            | Marijke Jansenová / Astrid Suurbecková Julia Berberianová / Lubka Radkovová | 6 1 | 6 1       |    |  |
| |            |                                                                             |     |           |    |  |
| |            |                                                                             |     |           |    |  |
| |            |                                                                             |     |           |    |  |
| |            |                                                                             |     |           |    |  |
| |            |                                                                             |     |           |    |  |

#### Austrálie vs. Jihoafrická republika
| | Austrálie | 2 :                                                                           | 1   | Jihoafrická republika |     |  |
| --- | --------- | ----------------------------------------------------------------------------- | --- | --------------------- | --- |  |
| Stade Roland-Garros, Paříž, Francie 24. května 1968 antuka (venku) |           |                                                                               |     |                       |     |  |
| \| \| \| \| 1. \| 2. \| 3. \| \| \| -- \| \| ----------------------------------------------------------------------------- \| --- \| --- \| --- \| \| \| 1. \| \| Margaret Courtová Annette Du Plooyová \| 6 1 \| 6 1 \| \| \| \| 2. \| \| Kerry Melville Maryna Proctorová \| 6 2 \| 6 3 \| \| \| \| 3. \| \| Margaret Courtová / Kerry Melvilleová Annette Du Plooyová / Maryna Proctorová \| 4 6 \| 6 2 \| 2 6 \| \| \| \| \| \| \| \| \| \| \| \| \| \| \| \| \| \| \| \| \| \| \| \| \| \| \| \| \| \| \| \| \| \| \| \| \| \| \| \| \| \| |           |                                                                               |     |                       |     |  |
| |           |                                                                               | 1.  | 2.                    | 3.  |  |
| 1. |           | Margaret Courtová Annette Du Plooyová                                         | 6 1 | 6 1                   |     |  |
| 2. |           | Kerry Melville Maryna Proctorová                                              | 6 2 | 6 3                   |     |  |
| 3. |           | Margaret Courtová / Kerry Melvilleová Annette Du Plooyová / Maryna Proctorová | 4 6 | 6 2                   | 2 6 |  |
| |           |                                                                               |     |                       |     |  |
| |           |                                                                               |     |                       |     |  |
| |           |                                                                               |     |                       |     |  |
| |           |                                                                               |     |                       |     |  |
| |           |                                                                               |     |                       |     |  |

#### Sovětský svaz vs. Velká Británie
| | Sovětský svaz | 0 :                                                                      | 3   | Velká Británie |     |  |
| --- | ------------- | ------------------------------------------------------------------------ | --- | -------------- | --- |  |
| Stade Roland-Garros, Paříž, Francie 24. května 1968 antuka (venku) |               |                                                                          |     |                |     |  |
| \| \| \| \| 1. \| 2. \| 3. \| \| \| -- \| \| ------------------------------------------------------------------------ \| --- \| --- \| --- \| \| \| 1. \| \| Anna Dmitrijevová Christine Janesová \| 6 1 \| 4 6 \| 7 9 \| \| \| 2. \| \| Galina Bakšejevová Virginia Wadeová \| 1 6 \| 1 6 \| \| \| \| 3. \| \| Galina Bakšejevová / Anna Dmitrijevová Winnie Shawová / Virginia Wadeová \| 4 6 \| 3 6 \| \| \| \| \| \| \| \| \| \| \| \| \| \| \| \| \| \| \| \| \| \| \| \| \| \| \| \| \| \| \| \| \| \| \| \| \| \| \| \| \| \| \| |               |                                                                          |     |                |     |  |
| |               |                                                                          | 1.  | 2.             | 3.  |  |
| 1. |               | Anna Dmitrijevová Christine Janesová                                     | 6 1 | 4 6            | 7 9 |  |
| 2. |               | Galina Bakšejevová Virginia Wadeová                                      | 1 6 | 1 6            |     |  |
| 3. |               | Galina Bakšejevová / Anna Dmitrijevová Winnie Shawová / Virginia Wadeová | 4 6 | 3 6            |     |  |
| |               |                                                                          |     |                |     |  |
| |               |                                                                          |     |                |     |  |
| |               |                                                                          |     |                |     |  |
| |               |                                                                          |     |                |     |  |
| |               |                                                                          |     |                |     |  |

### Semifinále

#### Spojené státy americké vs. Nizozemsko
| | Spojené státy americké | 1 :                                                                          | 2   | Nizozemsko |     |  |
| --- | ---------------------- | ---------------------------------------------------------------------------- | --- | ---------- | --- |  |
| Stade Roland-Garros, Paříž, Francie 25. května 1968 antuka (venku) |                        |                                                                              |     |            |     |  |
| \| \| \| \| 1. \| 2. \| 3. \| \| \| -- \| \| ---------------------------------------------------------------------------- \| --- \| --- \| --- \| \| \| 1. \| \| Nancy Richeyová Lidy Venneboerová \| 6 2 \| 6 3 \| \| \| \| 2. \| \| Mary-Ann Beattieová Marijke Jansenová \| 5 7 \| 0 6 \| \| \| \| 3. \| \| Mary-Ann Beattieová / Nancy Richeyová Astrid Suurbecková / Lidy Venneboerová \| 6 3 \| 6 8 \| 0 6 \| \| \| \| \| \| \| \| \| \| \| \| \| \| \| \| \| \| \| \| \| \| \| \| \| \| \| \| \| \| \| \| \| \| \| \| \| \| \| \| \| \| |                        |                                                                              |     |            |     |  |
| |                        |                                                                              | 1.  | 2.         | 3.  |  |
| 1. |                        | Nancy Richeyová Lidy Venneboerová                                            | 6 2 | 6 3        |     |  |
| 2. |                        | Mary-Ann Beattieová Marijke Jansenová                                        | 5 7 | 0 6        |     |  |
| 3. |                        | Mary-Ann Beattieová / Nancy Richeyová Astrid Suurbecková / Lidy Venneboerová | 6 3 | 6 8        | 0 6 |  |
| |                        |                                                                              |     |            |     |  |
| |                        |                                                                              |     |            |     |  |
| |                        |                                                                              |     |            |     |  |
| |                        |                                                                              |     |            |     |  |
| |                        |                                                                              |     |            |     |  |

#### Austrálie vs. Velká Británie
| | Austrálie | 3 :                                                                     | 0   | Velká Británie |       |  |
| --- | --------- | ----------------------------------------------------------------------- | --- | -------------- | ----- |  |
| Stade Roland-Garros, Paříž, Francie 25. května 1968 antuka (venku) |           |                                                                         |     |                |       |  |
| \| \| \| \| 1. \| 2. \| 3. \| \| \| -- \| \| ----------------------------------------------------------------------- \| --- \| --- \| ----- \| \| \| 1. \| \| Kerry Melvilleová Christine Janesová \| 7 5 \| 6 1 \| \| \| \| 2. \| \| Margaret Courtová Virginia Wadeová \| 6 2 \| 6 2 \| \| \| \| 3. \| \| Margaret Courtová / Kerry Melvilleová Winnie Shawová / Virginia Wadeová \| 9 7 \| 3 6 \| 14 12 \| \| \| \| \| \| \| \| \| \| \| \| \| \| \| \| \| \| \| \| \| \| \| \| \| \| \| \| \| \| \| \| \| \| \| \| \| \| \| \| \| \| |           |                                                                         |     |                |       |  |
| |           |                                                                         | 1.  | 2.             | 3.    |  |
| 1. |           | Kerry Melvilleová Christine Janesová                                    | 7 5 | 6 1            |       |  |
| 2. |           | Margaret Courtová Virginia Wadeová                                      | 6 2 | 6 2            |       |  |
| 3. |           | Margaret Courtová / Kerry Melvilleová Winnie Shawová / Virginia Wadeová | 9 7 | 3 6            | 14 12 |  |
| |           |                                                                         |     |                |       |  |
| |           |                                                                         |     |                |       |  |
| |           |                                                                         |     |                |       |  |
| |           |                                                                         |     |                |       |  |
| |           |                                                                         |     |                |       |  |

### Finále

#### Nizozemsko vs. Austrálie
| | Nizozemsko | 0 :                                                                          | 3   | Austrálie |     |  |
| --- | ---------- | ---------------------------------------------------------------------------- | --- | --------- | --- |  |
| Stade Roland-Garros, Paříž, Francie 26. května 1968 antuka (venku) |            |                                                                              |     |           |     |  |
| \| \| \| \| 1. \| 2. \| 3. \| \| \| -- \| \| ---------------------------------------------------------------------------- \| --- \| --- \| --- \| \| \| 1. \| \| Marijke Jansenová Kerry Melvilleová \| 6 4 \| 5 7 \| 3 6 \| \| \| 2. \| \| Astrid Suurbecková Margaret Courtová \| 1 6 \| 3 6 \| \| \| \| 3. \| \| Astrid Suurbecková / Lidy Venneboerová Margaret Courtová / Kerry Melvilleová \| 3 6 \| 8 6 \| 5 7 \| \| \| \| \| \| \| \| \| \| \| \| \| \| \| \| \| \| \| \| \| \| \| \| \| \| \| \| \| \| \| \| \| \| \| \| \| \| \| \| \| \| |            |                                                                              |     |           |     |  |
| |            |                                                                              | 1.  | 2.        | 3.  |  |
| 1. |            | Marijke Jansenová Kerry Melvilleová                                          | 6 4 | 5 7       | 3 6 |  |
| 2. |            | Astrid Suurbecková Margaret Courtová                                         | 1 6 | 3 6       |     |  |
| 3. |            | Astrid Suurbecková / Lidy Venneboerová Margaret Courtová / Kerry Melvilleová | 3 6 | 8 6       | 5 7 |  |
| |            |                                                                              |     |           |     |  |
| |            |                                                                              |     |           |     |  |
| |            |                                                                              |     |           |     |  |
| |            |                                                                              |     |           |     |  |
| |            |                                                                              |     |           |     |  |

### Vítěz
| Vítěz Poháru federace 1968 |
| -------------------------- |
| Austrálie třetí titul      |